# Gaby Agoston
Pour les articles homonymes, voir Agoston.
Gaby Agoston (né Ágoston Gábor) est un acteur hongrois né le 23 mai 1921 à Ibașfalău (aujourd'hui à Dumbrăveni) en Roumanie et mort le 9 octobre 2015 à Crédin (Morbihan). Il a tourné principalement avec Jean-Pierre Mocky.

## Filmographie
Entre 1934 et 1942, il tourna une vingtaine de films en Hongrie[réf. nécessaire]
- 1975 : L'Ibis rouge de Jean-Pierre Mocky
- 1979 : Alors heureux ? de Claude Barrois
- 1983 : À mort l'arbitre de Jean-Pierre Mocky
- 1985 : Lettre d'un cinéaste - Mystère Mocky de Jean-Pierre Mocky (court métrage)
- 1985 : Le Pactole de Jean-Pierre Mocky
- 1986 : Le Miraculé de Jean-Pierre Mocky
- 1987 : Agent trouble de Jean-Pierre Mocky
- 1988 : Une nuit à l'Assemblée nationale de Jean-Pierre Mocky
- 1991 : Mocky Story de Jean-Pierre Mocky - Film inédit -
- 1991 : Ville à vendre de Jean-Pierre Mocky[réf. nécessaire]
- 1992 : Bonsoir de Jean-Pierre Mocky